# Финляндия на летних Олимпийских играх 1984
Финляндия принимала участие в Летних Олимпийских играх 1984 года в Лос-Анджелесе (США) в семнадцатый раз за свою историю, и завоевала четыре золотые, две серебряные и шесть бронзовых медалей. Сборная страны состояла из 86 человек (73 мужчины и 13 женщин).

## Медалисты
| Медаль  | Спортсмен        | Вид спорта           | Дисциплина                              |
| ------- | ---------------- | -------------------- | --------------------------------------- |
| Золото  | Арто Хяркёнен    | Лёгкая атлетика      | Мужчины, метание копья                  |
| Золото  | Юха Тиайнен      | Лёгкая атлетика      | Мужчины, метание молота                 |
| Золото  | Пертти Карппинен | Академическая гребля | Мужчины, одиночки                       |
| Золото  | Юко Саломяки     | Борьба               | Мужчины, греко-римская борьба, до 74 кг |
| Серебро | Тапио Сипиля     | Борьба               | Мужчины, греко-римская борьба, до 68 кг |
| Серебро | Тиина Лиллак     | Лёгкая атлетика      | Женщины, метание копья                  |
| Бронза  | Арто Бриггаре    | Лёгкая атлетика      | Мужчины, 110 м с барьерами              |
| Бронза  | Йони Нюман       | Бокс                 | Мужчины, до 67 кг                       |
| Бронза  | Юкка Раухала     | Борьба               | Мужчины, вольная борьба, до 68 кг       |
| Бронза  | Рауно Биес       | Стрельба             | Мужчины, скорострельный пистолет, 25 м  |
| Бронза  | Йоуни Грёнман    | Тяжёлая атлетика     | Мужчины, до 67,5 кг                     |
| Бронза  | Пекка Ниеми      | Тяжёлая атлетика     | Мужчины, до 100 кг                      |

## Результаты соревнований

### Академическая гребля
В следующий раунд из каждого заезда проходили несколько лучших экипажей (в зависимости от дисциплины). В финал A выходили 6 сильнейших экипажей, ещё 6 экипажей, выбывших в полуфинале, распределяли места в малом финале B
Мужчины
| Соревнование | Спортсмены       | Предварительный заезд | Предварительный заезд | Предварительный заезд | Отборочный заезд | Отборочный заезд | Отборочный заезд | Полуфинал | Полуфинал | Полуфинал | Финал   | Финал   | Итоговое место |
| Соревнование | Спортсмены       | Заезд                 | Время                 | Место                 | Заезд            | Время            | Место            | Заезд     | Время     | Место     | Время   | Место   | Итоговое место |
| ------------ | ---------------- | --------------------- | --------------------- | --------------------- | ---------------- | ---------------- | ---------------- | --------- | --------- | --------- | ------- | ------- | -------------- |
| одиночки     | Пертти Карппинен | 1                     | 7:20,93               | 1 Q                   | Не участвовал    | Не участвовал    | Не участвовал    | 1         | 7:19,52   | 1 QA      | Финал A | Финал A | 1              |
| одиночки     | Пертти Карппинен | 1                     | 7:20,93               | 1 Q                   | Не участвовал    | Не участвовал    | Не участвовал    | 1         | 7:19,52   | 1 QA      | 7:00,24 | 1       | 1              |